# Ängebo och Ståläng
Ängebo och Ståläng är en av SCB avgränsad och namnsatt småort i Hudiksvalls kommun. Den omfattar bebyggelse i byarna Ängebo och Ståläng som ligger vid Svågan i norra Bjuråkers socken, Hälsingland.
I byarna finns tre broar och 1 affär (Handlar'n). I mitten av juli arrangeras "Svågadalsveckan" då alla ortens byar bjuder på musik, spel, dans och fest. Ängebo har en egen tidning, "Svågadalsbladet" och en egen idrottsklubb, Ängebo IK. Det finns hockeyrink, friidrottsanläggning, fotbollsplan, skola, gym och inomhushall i Ängebo.